# Culoptila jamapa
Culoptila jamapa is een schietmot uit de familie Glossosomatidae. De soort komt voor in het Neotropisch en het Nearctisch gebied.